# Mala Brda
Mala Brda – wieś w Słowenii, w gminie Postojna. W 2018 roku liczyła 44 mieszkańców.